# Hermann Helmer
Hermann Gottlieb Helmer (n. 13 iulie 1849, Harburg, Regatul Hanovrei, azi Hamburg-Harburg, Hamburg – d. 2 aprilie 1919, Viena) a fost un arhitect german.
A înființat în anul 1873 împreună cu arhitectul Ferdinand Fellner biroul de arhitectură Büro Fellner & Helmer (sau  Atelier Fellner & Helmer) în Viena. Biroul a funcționat până în 1919.
Printre proiectele se numără: Teatrul Național din Timișoara (1871-1875), Teatrul Național „Vasile Alecsandri” din Iași (1894-1896), Teatrul Național din Cluj (1904-1906), Teatrul de Stat din Oradea (1899-1900), Opernhaus Zürich etc.